# Agumbe
Agumbe är en ort i Indien.   Den ligger i distriktet Udupi och delstaten Karnataka, i den södra delen av landet, 1 700 km söder om huvudstaden New Delhi. Agumbe ligger 90 meter över havet och antalet invånare är 500.
Terrängen runt Agumbe är kuperad österut, men västerut är den platt. Runt Agumbe är det ganska tätbefolkat, med 185 invånare per kvadratkilometer. Närmaste större samhälle är Someshwar, 4,7 km sydost om Agumbe. I omgivningarna runt Agumbe växer i huvudsak städsegrön lövskog.